# Мухинское болото (платформа)
Му́хинское боло́то (до 2024 года — платформа 63 км) — действующая железнодорожная платформа Октябрьской железной дороги, бывшая железнодорожная станция, на участке Санкт-Петербург—Выборг. Ранее называлась Мерисуо по названию болота, в центре которого была сооружена.
Рядом расположен пристанционный посёлок Мухино, до войны носивший название Сахакюля (фин. Sahakylä), то есть «Лесопильная деревня». Ранее существовала билетная касса, но в начале 2000-х она была снесена.
31 октября 2024 года ОАО «РЖД» приняло решение о переименовании остановочного пункта из «63 км» в «Мухинское болото».

## История
Станция была открыта в 1906 году. Здесь находилось торфопредприятие и склад дерева, сплавляемого по реке Рощинка. Станция имела 4 пути — основной, тупиковый, и два дополнительных. К 1943 году в обе стороны от главного пути перегона Горьковское — Рощино были проложены УЖД. По ним подвозили материалы и рабочую силу для строительства оборонительных сооружений. Рельсовый путь заканчивался в районе деревни Куутерселькя (ныне — пос. Лебяжье). Главной задачей узкоколеек, начинавшихся в Мерисуо, стала перевозка камней для строительства противотанковых заграждений. Летом 1944 года деятельность УЖД прекратилась. В конце 1980-х гг. огромная часть болота Мерисуо стала застраиваться садоводствами, и на станции вырос пассажиропоток. Боковые пути были практически полностью разобраны. К 2010 году боковые пути были окончательно разобраны, а насыпи стали использоваться в качестве проселковых дорог. Станция была удлинена и реконструирована. На станции большой пассажиропоток из-за садоводств на несколько тысяч садовых участков.